# Чернышевская улица (Харьков)
Улица Чернышевская — улица в Киевском районе Харькова. В начале ответвляется от Пушкинской улицы в районе площади Поэзии, идет на северо-восток к площади Первого Мая.

## Название
На перекрестке Чернышевской улицы и переулка Марьяненко в 1806—1883 гг. располагались два дворовых места со зданиями и садом, которые принадлежали титулярному советнику, сначала уездному инженеру и землемеру, затем губернскому архитектору Слободской Украины С. Г. Чернышову. В те времена существовала традиция давать название улице по профессии ее жителей или использовать фамилию одного из первых знатных поселенцев. Таким образом, улицу назвали Чернышовской (через «о»). Некоторое время параллельно существовали два варианта написания названия — Чернышовская и Чернышевская.
При своем развитии к северу отдельные отрезки улицы временно носили названия Старокладбищенской, и далее к северу — Ново-Чернышевской. В 1914 г. улица окончательно приобретает название «Чернышевская».
В 70-х годах вопреки официальным документам улицу стали называть улицей Чернышевского, а также поменяли таблички. В 2002 г. в реестр названий Харьковских улиц название «Чернышевская» было включено как единственный вариант.

## История
Первые сведения о начале застройки будущей ул. относятся к 1804 г. В архивах существует запись о усадьбе полковника Сердюкова. Возможно, она стояла на месте дома № 14. Но, собственно, улица начала существовать с 1868 г. Поселенцы начали селиться к югу от усадьбы Сердюкова. В книге домовладельцев за 1874 г. указаны три домовладения и, возможно, еще два подворья на восточной стороне улицы. На западной — восемь домовладений, в том числе Провиантский склад и сторожевая будка .
С 1879 г. нумерация домов приобрела сегодняшнее направление. В конце 1870-х годов улица уже простиралась до современной ул. Алчевская и продолжила развитие на север.
Ещё в начале XX века на Чернышевской улице было много незастроенных мест и пустырей. На одном из них 8 мая 1910 г. состоялся первый в Харькове футбольный матч.
На перекрестке Чернышевской с ул. Гиршмана, где начинается ул. Алчевская, образовалась небольшая площадь. В 1925 г., после смерти В. Эллана-Голубого, здесь был установлен небольшой памятник писателю, а сама площадь получила его имя. Однако, в 1934 г. памятник однажды ночью исчез. По официальной версии, он был сбит машиной и, чтобы не мешать дорожному движению, убран.

## Дома

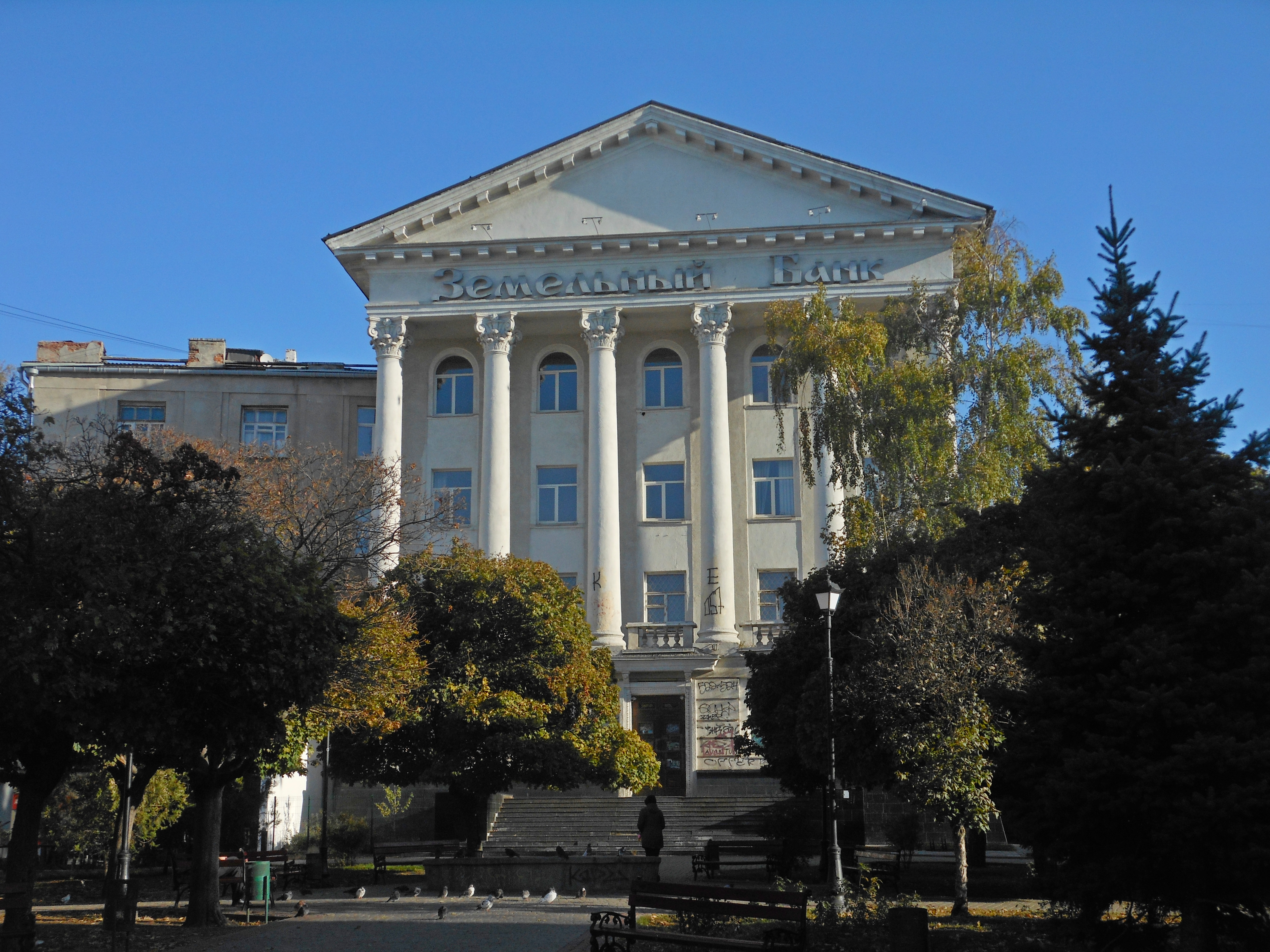
Чернишевская, 2

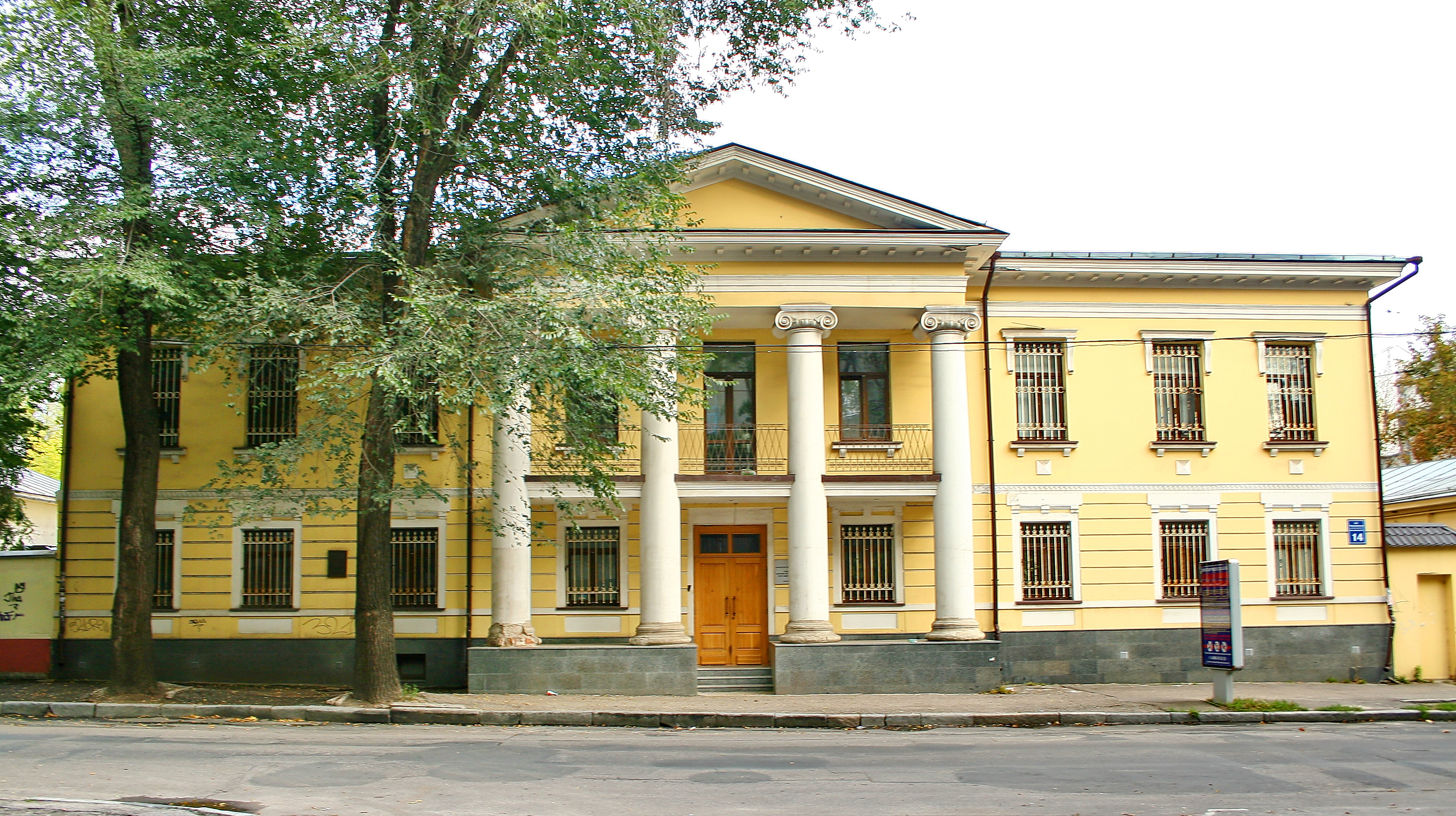
Чернишевская, 14

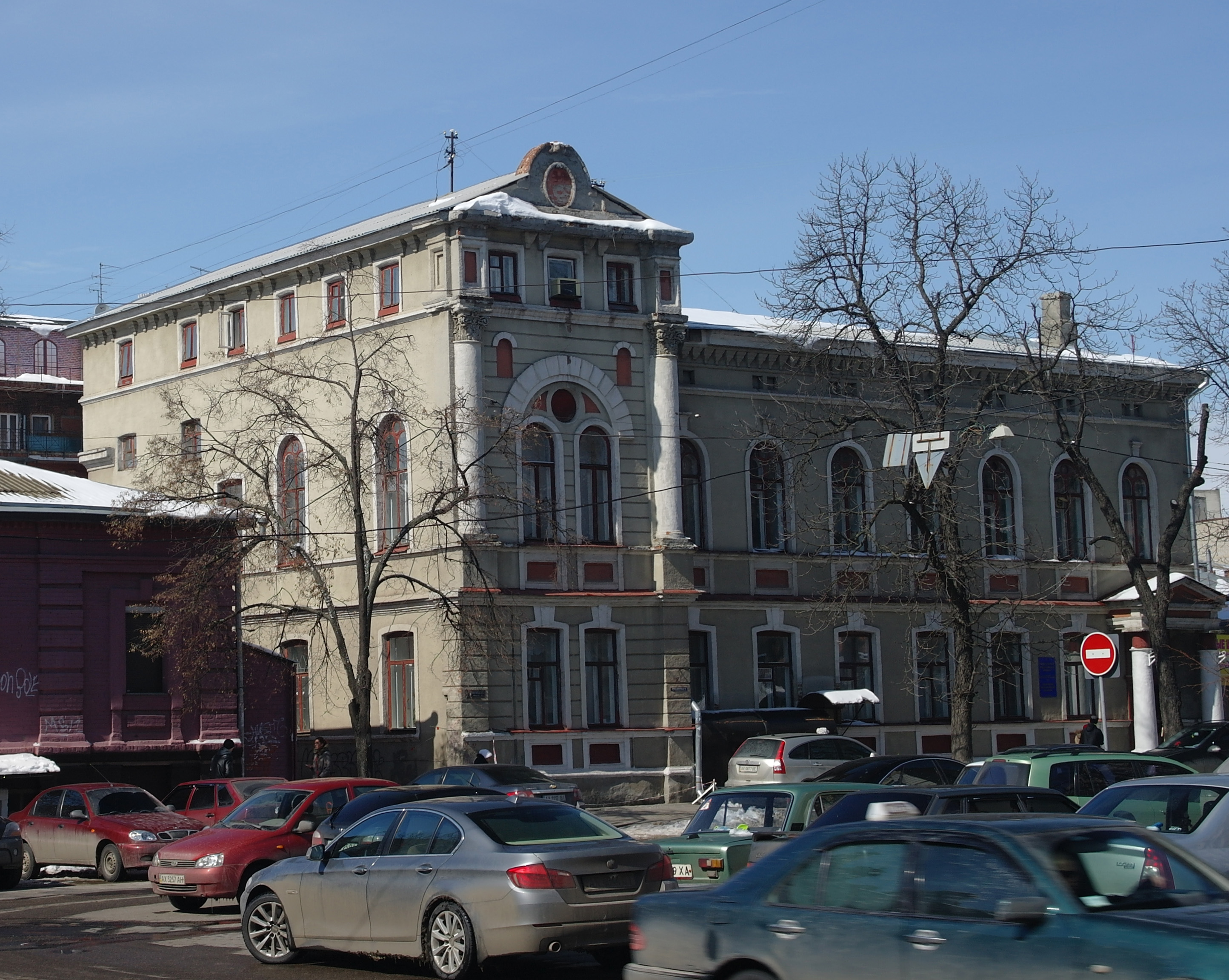
Чернишевская, 27

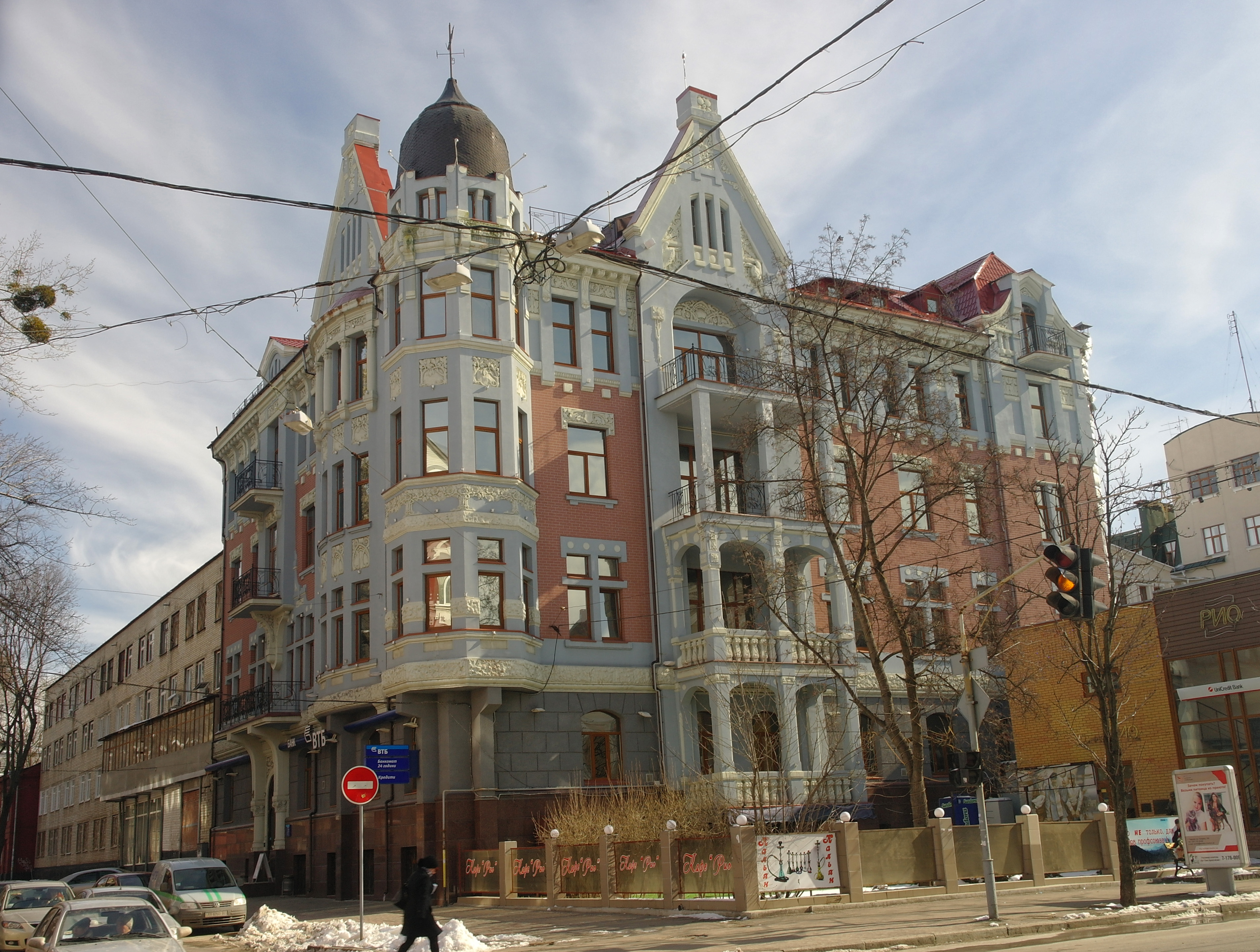
Чернишевская, 66

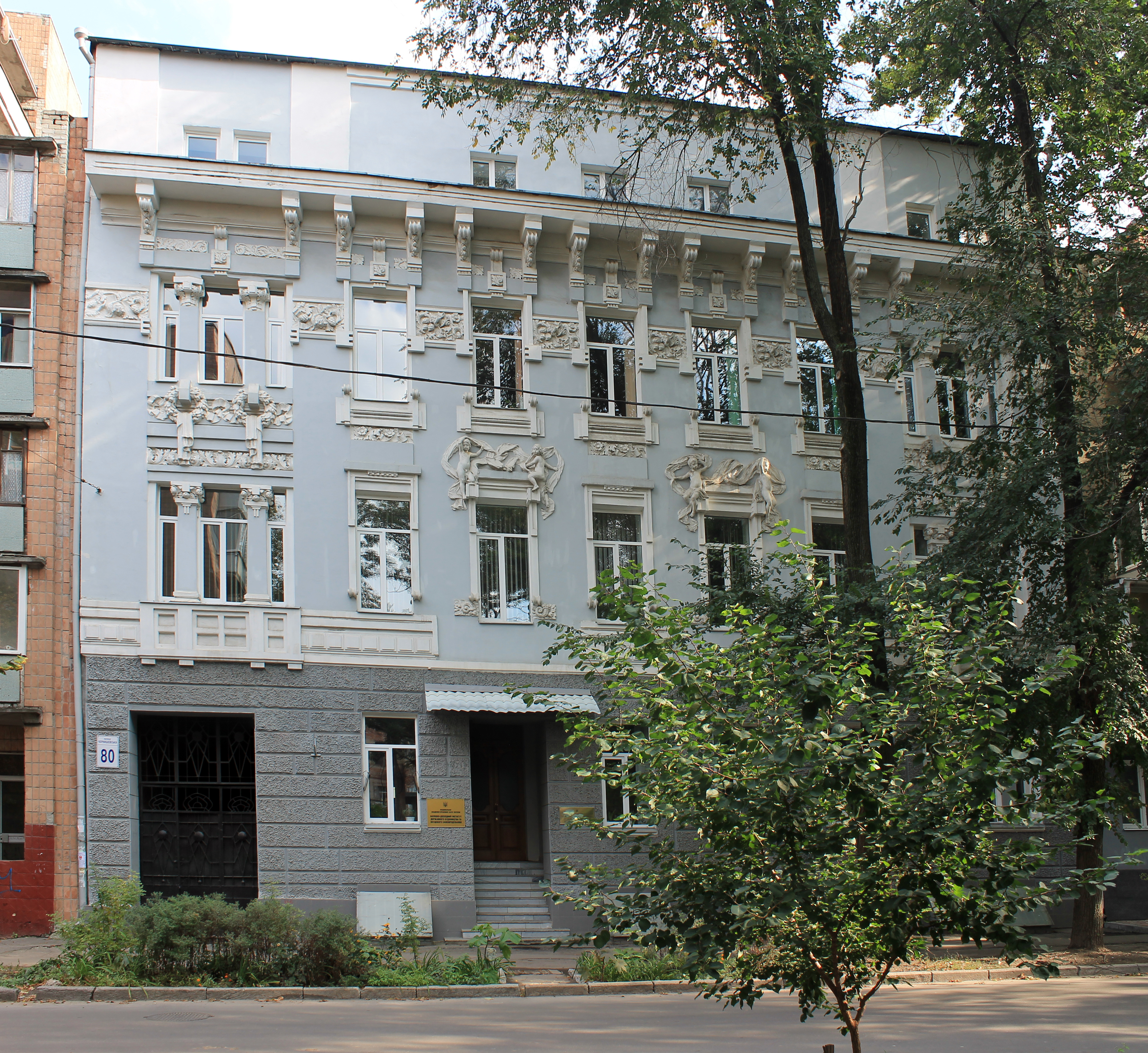
Чернишевская, 80

- Дом. № 2 — Памятник архитектуры Харькова . Проектный институт. Арх. В. И. Пушкарев , 1948 г.
- Дом № 4 — Пом. арх. Жилой дом. Арх. неизвестный, нач. XX ст.
- Дом № 6 — Дом, в котором содержалась художественная школа М. Д. Раевской-Ивановой .
- Дом Памятник арх . национального значения . Дом с флигелем. Арх. П. А. Ярославский , В. Н. Лобачевский, 1804—1814 гг.
- Дом № 16 — Пом. арх. Жилой дом. Арх. Н. И. Салтыков, ок. 1890 г. В настоящее время роддом.
- Дом № 20 — Пом. арх. Особняк. Арх. С. Г. Гингер, по уч. В. В. Величко , 1904 г. В настоящее время лечебное учреждение.
- Дом № 24 — Пом. арх. Особняк. Арх. неизвестный, к. XIX ст. В настоящее время детский сад.
- Дом № 25 — Пом. арх. Доходный дом. Арх. неизвестный, 1912 г.
- Дом № 26 — Пом. арх. Доходный дом по проекту арх. М. И. Дашкевича , 1899 г. Построен действительным статским советником П. А. Карповым. В 1920-х годах в этом доме проживал украинский писатель Василий Эллан-Голубой[4].
- Дом № 27 — Пом. арх. Особняк. Арх. В. Х. Немкин , 1888 г. Дом был построен А. К. Погорелком, в дальнейшем городским головой, для своей семьи. В настоящее время лечебное учреждение.
- Дом № 45 — Бывший дом Софии Мигриной, жены статского советника. Построен по проекту В.Стабельского, около 1888 года[6][7]. Современное использование здания — Религиозная община «Салтовской» церкви Иисуса Христа Святых последних дней г. Харькова[7].
- Дом. № 59 — Пом. арх. Особняк. Арх. имов. О. М. Гинзбург, нач. XX ст. Сейчас союз писателей Украины .
- Дом. № 60 — Пом. арх. Гимназия общества учителей. Арх. Ю. С. Цауне , 1909 г. В настоящее время учебный корпус юридического факультета педагогического университета им. Григория Сковороды .
- Дом. № 63 — Пом. арх. Жилой дом. Арх. М. Н. Штандель, 1926 г.
- Дом № 66 — Пом. арх. Покровский архитектор Владимир Николаевич построил его в 1913 г. для себя и своей семьи. Он собирался жить в этом доме в одной из квартир, а другие сдавать в аренду. Но затраты на строительство оказались слишком высокими, здание не было закончено в запроектированном виде, заложено в банк и впоследствии перепродано. В настоящее время НИИ литейного машиностроения.
- Дом № 79 — Пом. арх. Частная женская гимназия. Арх. В. М. Покровский, по уч. П. В. Величко, 1914 г. Так называемый «дом с химерами» украшен скульптурами, среди которых и изображения авторов-архитекторов. Интересно, что эти портреты были внесены в проект сестрами Покровского без его ведома. В настоящее время учебный корпус университета искусств им. И. Котляревского .
- Дом. № 80 — Пом. арх. Доходный дом. Арх. М. Г. Диканский , 1905 г. В настоящее время Институт государственного и местного самоуправления.
- Дом № 88 — Пом. арх. Жилой дом. Арх. имов. С. В. Григорьев, 1928 г.
- Дом № 94 — Национальный университет гражданской защиты Украины .
- Дом № 96 — Пом. арх. Жилой дом. Арх. И. Р. Таранов-Белозеров, М. Л. Мовшович, В. П. Костенко, 1931 г.

## Государственные учреждения
- Дом. № 41 — Налоговая инспекция Киевского района г. Харьков[8]
- Налоговая милиция Киевского района г. Харькова.
- Дом № 48 — Харьковский областной центр по гидрометеорологии[9].
- Дом № 51 — Областной центр по начислению и выплате пособия и контролю за начислением и выплатой пенсий;
- Областной центр по начислению и осуществлению социальных выплат[10].

Дом № 55 — Киевская районная администрация  г. Харькова;
приемная главы государственной администрации Киевского района г. Харькова;
и другие государственные и общественные организации
Дом № 72 — ГП «Восточный экспертно-технический центр Гоструда».

## Учреждения культуры
- Драматический театр
- Дом № 11 — Харьковский государственный академический русский драматический театр имени А. С. Пушкина . Построенный по проекту арх. О. Г. Молокина, имов. в 1927 г. Здание благополучно пережило немецкую оккупацию, но в 1978 г. театр сгорел. Только в 2003 г. была завершена реконструкция театра после пожара.
- Дом № 15 — Центральная детская библиотека им. М. Островского. Харьковская городская художественная галерея им. Васильковского[12]. [ Дом был построен в 1930-х годах на фундаменте грандиозного Театра массового музыкального действа, запроектированного братьями-архитекторами Весниными на месте уничтоженного кладбища и храма. В этом доме должны размещаться артистические гримерные и подсобные помещения. Сам театр, по проекту, занимал место с обеих сторон Сумской улицы[4]. Довести строительство театра до конца не смогли и построили жилой дом.

## Памятники
- Бюст Михаила Коцюбинского
- В сквере в начале улицы, перед домом. № 2, установлен памятник М. М. Коцюбинскому, украинскому писателю. Скульптор Р. Рябинин, архитектор А. А. Алло, 1957 г.
- Напротив библиотеки им. Островского (ул. Чернышевская, 15) установлен памятник Н. А. Островскому.
- На углу ул. Чернышевской, 15 и ул. Совнаркомовской в 2004 г. установлен памятник меценату, банкиру и общественному деятелю А. К. Алчевскому.
- Напротив дома. № 18, на стене Главного управления МВД Украины Харьковской области, в 2008 г. установлена мемориальная доска, посвящённая трагическому событию. На этом месте было областное управление НКВД и его внутренняя тюрьма. Весной 1940 года здесь были убиты 3809 офицеров польского войска из лагеря в Старобельске и почти 500 польских граждан провезённых из других тюрем НКВД.
- В конце Чернышевской, в сквере перед улицей Веснина, установлена стела «Подпольщикам и партизанам Харьковщины». Скульптор Д. Г. Сова, Я. И. Жуковская, архитектор Е. Ю. Черкасов, А. А. Максименко, 1978 г.

## Транспорт
Чернышевская — улица с односторонним движением. С начала улицы до улицы Гиршмана направление движения от центра города, а от конца до улицы Гиршмана — движение в направлении центра. Общественный транспорт по Чернышевской улице не ходит. В конце Чернышевска пересекается с ул. Веснина, по которой ходят трамваи и автобусы. Ближайшие к Чернышевской станции метро — Архитектора Бекетова (до неё 200 м) и Университет (280 м).